# فاهم عبد السادة
فاهم عبد السادة (ولد في 20 ديسمبر 1955) هو عداء عراقي، تنافس في سباق 4 × 400 متر تتابع رجال في دورة الألعاب الأولمبية الصيفية عام 1980.

## روابط خارجية
- فاهم عبد السادة على موقع أوليمبيديا (الإنجليزية)